# ماكنزي باويل
كان السير ماكنزي باويل (27 ديسمبر 1823-10 ديسمبر 1917 م) سياسيًا وناشرًا لدى صحيفة كندية. شغل منصب خامس رئيس وزراء كندا في الفترة منذ عام 1894 حتى عام 1896 م.
وُلِد باويل في ريكينغهول في سوفولك بإنجلترا. انتقل هو وعائلته إلى بيلفي في مقاطعة أونتاريو في عام 1832. توفيت والدته بعد عامين من وصولهم. تدرب باويل في أوائل مراهقته في مطبعة الصحيفة المحلية بيلفي إنتيليجينسير، وأصبح مالكها بعد حوالي 15 عامًا.
انتُخِب في عام 1867، بعد الكونفدرالية، في مجلس العموم عن حزب المحافظين. دخل باويل مجلس الوزراء في عام 1878، وخدم تحت قيادة ثلاثة رؤساء وزراء: جون إيه. ماكدونالد، وجون أبوت، وجون تومسون. شغل باويل بعض المناصب لعدة مرات، فكان وزيرًا للجمارك (1878-1892)، ووزيرًا للميليشيا والدفاع (1892)، ووزيرًا للتجارة والاقتصاد (1892-1894). احتفظ باويل بمقعده في مجلس العموم بشكل مستمر لمدة 25 عامًا، وذلك خلال فترة حكم الحزب الليبرالي في سبعينيات القرن التاسع عشر. عُيِّن باويل في مجلس الشيوخ في عام 1892، وأصبح زعيم الحكومة في مجلس الشيوخ في العام التالي.
توفي رئيس الوزراء تومسون بشكل غير متوقع في منصبه في ديسمبر عام 1894 عن عمر يناهز 49 عامًا فقط. عين إيرل أبردين، الحاكم العام لكندا، باويل ليحل محل تومسون كرئيس للوزراء، وذلك لأنه أكبر عضو في مجلس الوزراء. كانت المشكلة الرئيسية في فترة ولاية باويل كرئيس للوزراء هي مسألة مدارس مانيتوبا. أجبرته محاولاته لتسوية أعضاء حزبه والثورة الوزارية التي حدثت في أوائل عام 1896 على الاستقالة لصالح تشارلز توبر. ظل باويل عضوًا في مجلس الشيوخ حتى وفاته عن عمر يناهز 93 عامًا، ولكنه لم يشغل منصبًا وزاريًا مرة أخرى. أصبح باويل عضوًا دائمًا في البرلمان الكندي لمدة 50 عامًا.

## انتخابه لعضوية البرلمان
انتُخِب باويل لأول مرة في مجلس العموم في عام 1867 كمحافظ من دائرة هاستينغز الشمالية الانتخابية في أونتاريو. التزم بمقعده عن المحافظين عندما خسروا انتخابات يناير عام 1874 في أعقاب فضيحة المحيط الهادئ. كان لباويل لاحقًا دورًا فعالًا في طرد لويس رئيل من المجلس.

## تعيينه في مجلس الوزراء ومجلس الشيوخ
انضم باويل إلى مجلس الوزراء كوزير للجمارك في عام 1878 مع استلام المحافظين للحكم مرة أخرى. أصبح وزيرًا للميليشيات والدفاع في عام 1892، وشغل مقعده في مجلس العموم لمدة 25 عامًا. استمر باويل المجتهد والنشيط في مجلس الوزراء كوزير للتجارة والاقتصاد، وهي حقيبة أُنشِئت حديثًا، وأصبح عضوًا في مجلس الشيوخ في نفس العام. أدت زيارته لأستراليا في عام 1893 إلى المؤتمر الأول لقادة المستعمرات والأقاليم البريطانية، والذي عقد في أوتاوا في عام 1894. أصبح زعيمًا للحكومة في مجلس الشيوخ في 31 أكتوبر عام 1893.

## رئيس الوزراء (1894-1896)
توفي رئيس الوزراء جون سبارو ديفيد تومسون فجأة في ديسمبر عام 1894، وعين الحاكم العام باويل، بصفته أكبر وزير في مجلس الوزراء، خليفةً لتومسون. أصبح باويل ثاني رئيس وزراء كندي فقط (بعد جون أبوت) يتولى هذا المنصب أثناء خدمته في مجلس الشيوخ بدلًا من مجلس العموم.

### مشكلة مدارس مانيتوبا
واجه باويل مسألة مدارس مانيتوبا خلال رئاسته لمجلس الوزراء. ألغت مانيتوبا في عام 1890 التمويل العام للمدارس الطائفية، الكاثوليكية والبروتستانتية، والتي اعتقد الكثيرون أنها تتعارض مع الأحكام الموضوعة للمدارس الطائفية وفقًا لقانون مانيتوبا لعام 1870. رأت اللجنة القضائية لمجلس الملكة الخاص في جلسة طعن أمام المحكمة أن إلغاء مانيتوبا للتمويل العام للمدارس الطائفية كان متسقًا مع أحكام قانون مانيتوبا. رأت اللجنة القضائية في قضية ثانية أن البرلمان الفيدرالي لديه السلطة لسن تشريع تصحيحي لإجبار مانيتوبا على إعادة تخصيص التمويل.